# ソル・フィース
『ソル・フィース』（SOL-FEACE）は、1990年11月22日に日本のウルフ・チームから発売されたX68000用横スクロールシューティングゲーム。
自機である複座式超高速宇宙戦闘機「ソル・フィース」を操作し、マザーコンピューター「GCS-WT」を破壊して人類を救出する事を目的としている。8方向移動とショットボタンで自機を操作。ステージ最後には大きなボスが登場し、撃破することで1ステージクリア。全7ステージの構成。5面以降のコンティニューは全て5面からの再開となる。
開発はウルフ・チームが行い、プロデューサーはパソコン用ソフト『アークス』（1988年）を手掛けた秋篠雅弘、プログラムはメガドライブ用ソフト『斬 陽炎の時代』（1991年）を手掛けた谷裕紀彦、音楽はX68000用ソフト『斬 陽炎の時代』（1989年）を手掛けた桜庭統が担当している。
1991年にメガCDに移植された他、北米では1992年にメガドライブ用としてロムカセットでも発売された。X68000版は2012年にWindows用ソフトとしてプロジェクトEGGにて配信された。

## 概要
X68000版は、ディスク3枚組の1枚をまるまるオープニングに使用。オープニングを見ない場合は、残りの2枚で起動できる。オープニングは手描きCGによるアニメーションになっており、パイロット2人が敵の猛攻を潜り抜け、1面ボスを撃破する内容になっている。テンポのよい音楽とのコラボレーションにより、爽快感溢れる仕上がりになっていた。また、ハードウェア的に回転などの処理を持っていないX68000でのソフトウェアによる回転を用いた多関節処理などは、売り文句でもあった。
メガCD版は、『アーネスト・エバンス』同様ROMカートリッジ版の企画がセガの要望からメガCD作品へと変わったという経緯があり、メガCDのハードウェアスペックのアピールのため、スプライトの回転拡大縮小機能を多用していると宣伝された。しかし、原作であるX68000もまた、回転機能を持たず、本ソフトウェアのエフェクトは、ソフトウェアによって実現されており、北米でリリースされたROMカートリッジ版でも同じプログラムを使用している為に回転拡大などの画面効果に差異はない。オープニングの追加、BGMのCD-DAでの収録など以外には、メガCDに特化した実装がされているわけではない。追加されたオープニングも、原作であるX68000のデモディスクともまったく異なるものである。

## ゲーム内容

### 自機
自機は3つの砲を備えており、上下左右の移動に連動して自機上下の砲の角度が変化するのが特徴である。パワーアップアイテムを獲得する際に接触した方向の砲にアイテムが適用される。パワーアップアイテムは段階的に強くなるものではなく、威力は一定。出現場所がほぼ固定のため、パターン化することにより攻略を確立することが出来た。
両翼に異なる武器を装備するアイディアは1986年の『シルフィード』に通じるものがある。
アーケードシューティングからよりもパソコンシューティングからのアイディア流用が多いのが特徴。

### 特徴
細かい実験的なアイデアが多数盛り込まれている。
- 攻撃がショットボタンのみ。
- 側壁に接触ミスにはならず跳ね返されるだけで済む。ただし正面からの追突はミスになる。
- 当たり判定が特定部位にしかなく、その部分以外はすり抜け可能な敵キャラクター。
- 多関節キャラクターの多用。
- 曲射レーザーを多関節で表現。
- 前移動時に自機後方に出るバックファイアーで敵を倒せる。
- 破壊できない浮遊物を打ち続けることで、浮遊物の進行方向を変更できる。

今でこそ曲射レーザーは一般的になっているが、家庭向けオリジナル作で実装したのはこの作品が初である。
また、製作者は『マイコンBASICマガジン』へのゲームプログラム投稿の常連であるBug太郎である事も知られ、同誌では愛情ある紹介記事が書かれている。

### 難易度
自機の当たり判定は小さくはないにもかかわらず敵弾一撃でミスとなり、武器を全て失った状態でその場復帰となるため難易度は高いと言える。上下の接触ではミスにはならないとは言え、地形と敵と弾のコンビネーションで強制スクロールとなるステージが多く、また、4面等では背後から敵が迫り来るが、自分が逆を向けないなどの辛い場面も多かった。特に曲射レーザー（追尾型）など多彩な攻撃をしてくる6面のボスや7面は、極端に難易度が高く、多くのユーザーが挫折を味わった。

### その他
- 自機のスピードはゲーム開始前の環境設定画面で行なうという奇抜なものになっている。
- X68000版は特定のキーを押しながら起動することで、オープニングが「民明書房版」と呼ばれるジョークOPに変更される。
- 海外版は北米、欧州ともにCD版は原題の「SOL-FEACE」がそのまま使われているが、北米のみリリースされたROMカートリッジ版では「SOL-DEACE」に変更されている。これは英語ではFEACE（造語）が英語のfilth（汚物）と発音が似ているとの判断が働いたものである。
- 海外版のボックスアートは北米CD版のみがファンタジーゾーン風のカラフルなものに変更されている（北米ROM版および欧州CD版は日本と同じイラストが使われている）。
- メーカーからのアナウンスはないが、当時のメーカーのキャッチコピー(同社のメガCD作品の起動時などで確認できる)である「Game Creative Staff. WOLFTEAM」の頭文字を取ると、最終ボスの名前「GCS-WT」となる。

## 移植版
| No. | タイトル       | 発売日                                  | 対応機種     | 開発元         | 発売元              | メディア                         | 型式         | 備考           |
| --- | -------------- | --------------------------------------- | ------------ | -------------- | ------------------- | -------------------------------- | ------------ | -------------- |
| 1   | ソル・フィース | 1991年12月12日 1992年10月15日 1993年4月 | メガCD       | ウルフ・チーム | ウルフ・チーム セガ | CD-ROM                           | T-32024 4130 |                |
| 2   | SOL-DEACE      | 1992年4月                               | メガドライブ | ウルフ・チーム | RENO                | 8メガビットロムカセット          | 49206        |                |
| 3   | ソル・フィース | 2012年2月28日                           | Windows      | ウルフ・チーム | サンソフト          | ダウンロード （プロジェクトEGG） | -            | X68000版の移植 |

メガCD版
- 移植に際して声優（塩沢兼人、冬馬由美）を起用したオープニング、エンディングが追加された。

## 音楽
他のウルフ・チーム作品同様、桜庭統が担当。
X68000版は、先に発売している『グラナダ』（1990年）、『FZ戦記アクシス』（1990年）同様、内蔵のFM音源の他にMIDIに対応。ローランドのMT-32, CM-32LのLA音源のほかにCM-64（CM-32P）のPCM音源にも対応し、かなり完成度の高い作品に仕上がっている。ただMIDI音源のエンディング曲は内蔵のFM音源と比べてテンポのズレが生じ違和感がある。意図的なものなのか、不具合なのかは不明。
メガCD版は、X68000版のMIDI音源（CM-64版）をベースによりグレードアップさせたものとなっている。しかしモノラル録音の上、ステージ1用BGMにはCDのプレス工程で紛れたと思しきノイズが入っており、加えてCD-DA部分にはBGMだけではなくSE（効果音）がミックスされているなど、サウンドトラックとして聴くにはかなり難がある。ただし、海外版（Sega-CD版）はCD-DAからSEが除去されており、サントラとしての鑑賞には全く問題はない。
海外版の『SOL-DEACE』はROMカートリッジ形態で発売され、サウンドはX68000版を元にしたFM音源となっている。
EggMusicブランドでサウンドトラックのオンライン販売が行われている。オンライン販売のみで、CD化はされていない。X68000版では、内蔵FM音源+ADPCM、MIDI（MT-32、CM-64）の両方の計3種、メガドライブ版ではメガCD版、海外版の「SOL-DEACE」の音源の計2種が収録されている。
- ソルフィース X68000サウンドトラックス
- ソルフィース メガドライブ・サウンドトラックス

## スタッフ
X68000版
- メイン・プログラム：SUPER BUG太郎（谷裕紀彦）
- オープニング・プログラム：BUG太郎（谷裕紀彦）
- メカニカル・ワークス：HAMAYAN（浜田忠司）
- キャラクター・ワークス：YAMA CHAN（山本利雄）
- ストーリー：おおつやまちしお
- グラフィックス：永田和宏、KAMAKURA、HAMAYAN（浜田忠司）、YAMA CHAN（山本利雄）
- 音楽：桜庭統
- ビジネス・ワークス：浅沼穣、宇野正明、GANSYA、飯島公人、DR.KA-YA-NO（栢野弘之）
- スペシャル・サンクス：福島和行
- プロデュース：秋篠雅弘

メガCD版
- プロデューサー：宇野正明
- ディレクター：保屋野潤
- プログラム：S.HORISHITA、J.TAKAHASHI、BUG太郎（谷裕紀彦）
- アシスタント・プログラマー：徳弘親昭
- ビジュアル・プログラム：BUG太郎（谷裕紀彦）、保屋野潤
- グラフィックス：保屋野潤、安森淳俊、松島正幸、田島清香、木村まり、西谷由美子、磯谷岳春、藤田圭一、金田将征、奥田剛司
- メカニカル・デザイン：浜田忠司
- 音楽：桜庭統
- エグゼクティブ・プロデューサー：秋篠雅弘
- スペシャル・サンクス：山本利雄、浅沼穣、Z.ANDO、小川浩
- アート・ディレクター：ANIMARU-YA
- サウンド・エディター：MITOMO

メガドライブ（ロムカセット）版
- プロデューサー：宇野正明
- ディレクター：保屋野潤
- エグゼクティブ・プロデューサー：秋篠雅弘
- プログラム：J.TAKAHASHI、S.HORISHITA、BUG太郎（谷裕紀彦）
- 音楽：桜庭統
- グラフィックス：保屋野潤、安森淳俊
- 音楽サポート：古屋亮太
- メカニカル・デザイン：浜田忠司
- キャラクター・デザイン：山本利雄
- サンクス：PANZER OHMI
- スペシャル・サンクス：福島和行

## 評価
メガCD版
- ゲーム誌『ファミコン通信』の「クロスレビュー」では合計23点（満40点）となっている[6]。

- ゲーム誌『メガドライブFAN』の読者投票による「ゲーム通信簿」での評価は以下の通りとなっており、18.66点（満30点）となっている[8]。また、同雑誌1993年7月号特別付録の「メガドライブ&ゲームギア オールカタログ'93」では、ボスキャラクターが多関節である事を指摘した上で「グネグネと動いて攻撃してくる様子はかなり迫力がある」と称賛した他、「CD-ROMならではのビジュアルシーンにも注目だ」とグラフィック面に関しても肯定的に評価した[8]。

| 項目 | キャラクタ | 音楽 | 操作性 | 熱中度 | お買得度 | オリジナリティ | 総合  |
| 得点 | 3.01       | 3.63 | 3.26   | 2.92   | 2.87     | 2.97           | 18.66 |

- ゲーム本『メガドライブ大全』（2004年、太田出版）では、メガCDと同時発売ソフトの中で回転・拡大・縮小機能を活用できたソフトが本作のみである事を指摘した他、基本に忠実なオーソドックスなシューティングゲームであると指摘しつつも、多関節キャラクターの動きに関して「1面のボスが登場した瞬間、テレビにかじりつきだ」と絶賛した[10]。

## 関連作品
- グラナダ（1990年） - ソル・フィースの2作前に発売された、トップビューシューティングゲーム。
- FZ戦記アクシス（1990年） - ソル・フィースより一つ前に発売された、クオータービューシューティングゲーム。
- アーネスト・エバンス（1991年） - ソル・フィース制作後、メガCDにて制作されたアクションゲーム。本作のボスキャラ同様多関節アクションが用いられている。
- クリスタルチェイサー〜天空の魔晶球〜（1991年） - ウルフ・チームが制作したアドベンチャーゲーム。本作X68000版のエピローグ曲がFM音源データにアレンジされてエピローグ曲として使用されている。